# إيابو أوجو
أليس إيابو أوجو (بالإنجليزية: Alice Iyabo Ojo)‏ (مواليد 21 ديسمبر 1977)، هي مُمثلة ومُنتجة ومُخرجة نيجيرية.

## وصلات خارجية
- إيابو أوجو على موقع IMDb (الإنجليزية)